# Krokus (album)
Krokus è il primo album in studio della heavy metal band, Krokus, uscito nel 1976 per l'Etichetta discografica Phonogram Records.

## Tracce
1. Majale – 2:53
2. Angela Part 1. – 2:57
3. Energy – 5:01
4. Mostsaphin – 3:02
5. No Way – 2:36
6. Eventide Clockworks – 1:08
7. Freak Dream – 3:32
8. Jumpin' In – 2:30
9. Insalata Mysta – 7:01
10. Angela Part 2. – 1:34
11. Just Like Everyday – 3:03

## Formazione
- Chris von Rohr – batteria, voce, tastiere
- Tommy Kiefer – voce, chitarra solista
- Hansi Droz – chitarra ritmica
- Remo Spadino – basso